# Hipposideros dinops
Hipposideros dinops là một loài động vật có vú trong họ Dơi nếp mũi, bộ Dơi. Loài này được K. Andersen mô tả năm 1905.